# Metrioxena serricollis
Metrioxena serricollis is een keversoort uit de familie Belidae. De wetenschappelijke naam van de soort is voor het eerst geldig gepubliceerd in 1870 door Pascoe.